# Stauwehr Besigheim
Das Stauwehr Besigheim schließt den Altarm des Neckars mit der kurz darauf folgenden Einmündung der Enz vom rund 1 Kilometer langen Seitenkanal ab, der als Schifffahrtsweg genutzt wird und zur kurz darauf folgenden Schleusenanlage Besigheim führt.

## Lage
Das Stauwehr ist vom Rhein aus gesehen die 15. Anlage.